# Samaipata
|  | No s'ha de confondre amb Fort de Samaipata. |

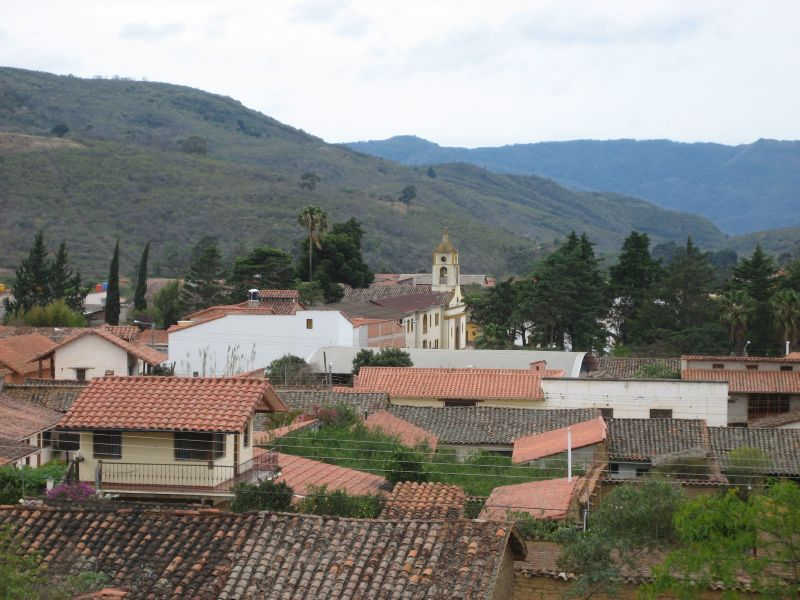
Samaipata

Samaipata és una ciutat de Bolívia, capital de la província de Florida en el departament de Santa Cruz.